# Слонимская телевышка
Сло́нимская телевы́шка (Слонимский ретранслятор) — телевизионная и радиовещательная башня в деревне Новая Стража Слонимского района Гродненской области республики Беларусь.
Самое высокое сооружение Белоруссии. На момент постройки в 1965 году высота была 350 метров. В 1992 году высота была увеличена до 374 метров

## Интересные факты
- В момент установки в 1965 году была самой высокой телевизионной башней в Европе[2]
- В момент установки в 1965 году стальной каркас под воздействием электромагнитных полей начал деформироваться. Конструкция извивалась, как змея, принимая странные формы. Строителям пришлось установить специальные гасители электромагнитных колебаний, чтобы вышка, как и полагается, смотрела стрелой в небо[значимость факта?][источник не указан 3163 дня].